# Sign Gene
Sign Gene是一部於2017年上映的電影，以先天性聾人為主角的超級英雄電影。其背景設定在紐約市，故事描述兩位擁有超能力基因的秘密探員被送往日本調查日本聾人超能力者所犯下的離奇案件。這些犯罪者和秘密探員一樣，能使用手語來控制基因賦予的超能力。

## 故事摘要
秘密探員湯姆・克萊克是一個其家族史可追溯自17世紀的多代聋人後裔，同時也是美國聾人使徒羅蘭・克萊克的子孫。汤姆是一个Sign基因突变SGx29的帶基因者，他能透過手语來使用超能力。然而，几年前，他將一部分的超能力輸給了他的敵手同時也是他的聾人兄弟朱司・克萊克。朱司是一个致力于消灭Sign基因突变帶因者（簡稱帶因者）的邪恶组织1.8.8.0.的领导者。
QuinPar隶属于美國五角大楼，且此機構內的探員都是精心挑選出的帶因者。QuinPar負責人約瑟夫·丹尼森派遣湯姆・克萊克和他的同事肯·王从纽约飛往大阪调查各种離奇的犯罪现场。然而途中卻與不破辰巳帶領的日本黑道團體起爭執，使他們了解必須透過當地人的幫助才能完成此項任務。

## 演員
| 演員               | 角色                       | 備註 |
| 艾米利歐・殷索萊拉 | 汤姆・克莱克 Tom Clerc     | 一个家族史远自17世纪的多代聋人后裔，同时也是美国聋人使徒罗兰・克莱克的子孙。湯姆是基因突變SGx29的帶因者，也是 Q.I.A（QuinPar情報局）的纽约探员之一。 |
| 凱蘿拉·殷索萊拉    | 凯特・马修 Kate Massieu    | 汤姆·克莱克的情人。 |
| 班・巴韩           | 约瑟夫·丹尼森 Hugh Denison | QuinPar情报局的负责人。 |
| 乌伯特・殷索莱拉   | 朱司・克莱克 Jux Clerc     | 汤姆·克莱克的兄弟和他的死对头。 |
| 马场博史           | 不破 辰巳                  | 日本黑道的带头，也是F.G.E.L.（不破遗传工程实验室）的执行长。                                                                                         |
| 丹尼・弓           | 肯·王 Ken Wong             | 汤姆在QuinPar情报局的同事。 |

## 帶因者
Sign Gene 基因突變的攜帶者，透過手語來使用超能力。不同的突變基因會產生不同的超能力。

## 電影製作

### 初衷
橫跨三大洲，“Sign Gene”在日本、美國和義大利取景、拍攝。 艾米利歐・殷索萊拉最初以一部短片開始構思，但主題引起了廣泛的興趣，使得殷索萊拉相信這部電影有可能獲得更大的製作並吸引更多的觀眾。他將劇本重寫為超過70分鐘的長篇電影。由於殷索萊拉希望此電影能由聾人演員和手語母語者演出，大部份的演員都是透過熟人介紹獲得參與機會。這部電影的設計有昆汀·塔倫提諾和羅伯特·羅德里格兹的元素。

### 歷史，文化和語言參考
Sign Gene對聾人歷史，聾人文化和手語語言學進行了幾次編碼。 Q.I.A.代表QuinPar Intelligence Agency，QuinPar是指五個參數，即手語語言學中形成符號的語音成分：手形，運動，位置，方向和非手動信號。特工Tom Clerc 的姓氏取自聾人歷史上著名人物的姓氏，勞倫特克萊克，其中一位為美國手語的聾教育家。1.8.8.0則是取自於1880年在意大利米蘭舉行的第二屆聾人教育國際大會。該次大會決議將手語從聾人教育中剔除。 Figures such as Alexander Graham Bell and Jean Massieu are present in the film as well.

## 外部連結
- 官方网站
- 互联网电影数据库（IMDb）上《Sign Gene》的资料（英文）